# Hydriomena beryllata
Hydriomena beryllata är en fjärilsart som beskrevs av Dadd 1921. Hydriomena beryllata ingår i släktet Hydriomena och familjen mätare. Inga underarter finns listade i Catalogue of Life.